# Micrurus paraensis
Micrurus paraensis es una especie de serpiente de la familia Elapidae. Es una pequeña coral tricolor, que mide entre 0,35 y 0,45 metros (máximo 0,54 m). Cuerpo con 10 a 20 anillos negros simples, separados por anillos rojos anchos, limitados por líneas blancas. Habita en el norte de Brasil, en los estados de Pará, Maranhão, Mato Grosso y Rondônia y en Surinam.